# Herzogtum Parma

Wappen des Hauses Farnese

Das Herzogtum Parma war ein von 1545 bis 1860 bestehendes Territorium im heutigen Italien mit der gleichnamigen Hauptstadt Parma.
Es wurde 1545 vom Herzogtum Mailand abgespalten und von Papst Paul III. an dessen illegitimen Sohn Pier Luigi Farnese ursprünglich als Lehen vergeben. Allerdings wurde er bei der Inbesitznahme des Lehens im Jahre 1547, das zu diesem Zeitpunkt auf die Stadt Parma beschränkt war, vom städtischen Adel ermordet, worauf kaiserliche Truppen unter Ferrante I. Gonzaga die Übergabe der Stadt an dessen Sohn Ottavio Farnese erzwangen. Er erhielt zusätzlich Piacenza zu Lehen, weshalb der dadurch entstandene Herrschaftsbereich ungenau auch Herzogtum von Parma und Piacenza benannt wird.
Die Farnese beherrschten das Herzogtum durchgehend bis zu ihrem Aussterben im Jahre 1731. Danach fiel es in Sekundogenitur an die spanischen Bourbonen unter Karl I., der es im Zuge des Wiener Präliminarfriedens bereits 1735 mit Kaiser Karl VI. für die Königreiche Neapel und Sizilien eintauschen musste. Die Habsburger regierten nur bis 1748; das kleine Herzogtum fiel an Karls Bruder Philipp von Bourbon, der damit zum Stammvater der Seitenlinie Bourbon-Parma wurde.
Als 1802 Herzog Ferdinand starb, wurde das Herzogtum von französischen Truppen besetzt (vgl. Subalpinische Republik). Nachdem es 1808 von Frankreich annektiert und dem Department Taro unterstellt worden war, gelang es 1814, das Herzogtum mit Marie-Louise von Österreich als Herrscherin wiederherzustellen. Sie regierte bis zu ihrem Tode 1847, worauf das Haus Bourbon-Parma auf den Thron zurückkam. 1854 wurde Herzogin Louise Marie von Bourbon Parmas Regentin. 1859 flüchtete sie aufgrund des Sardinischen Krieges mit ihren Kindern zunächst in die Schweiz, später nach Österreich. 1860 wurde Parma vom Königreich Sardinien annektiert, das im folgenden Jahr zum Königreich Italien wurde. Der Titel „Herzog von Parma“ wurde weiterhin von den männlichen Nachkommen getragen.

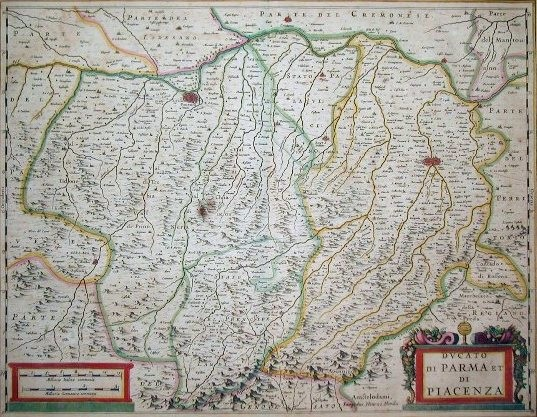
Herzogtum von Parma und Piacenza 1639
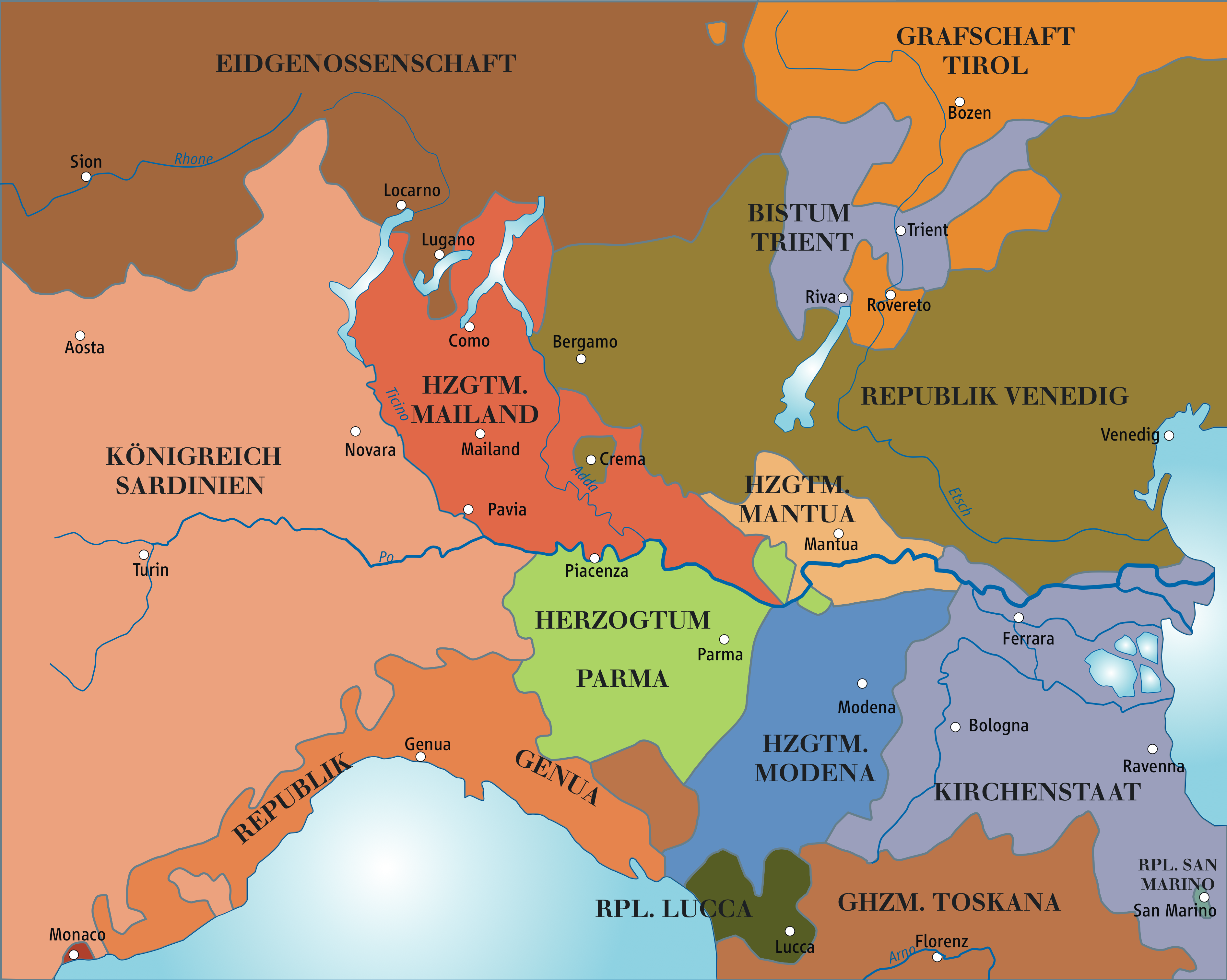
Nord- und Mittelitalien im Jahr 1796
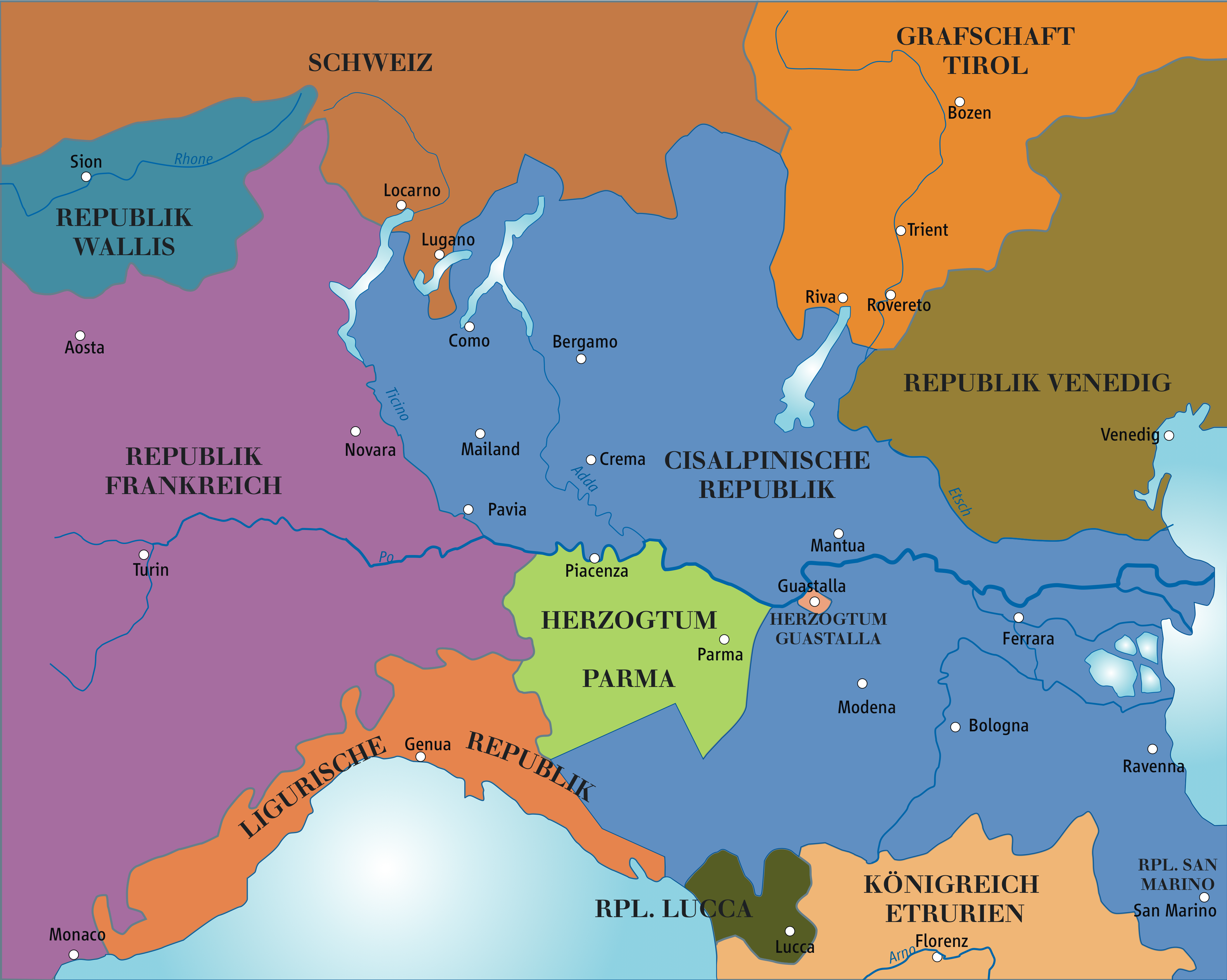
Nord- und Mittelitalien im Jahr 1803
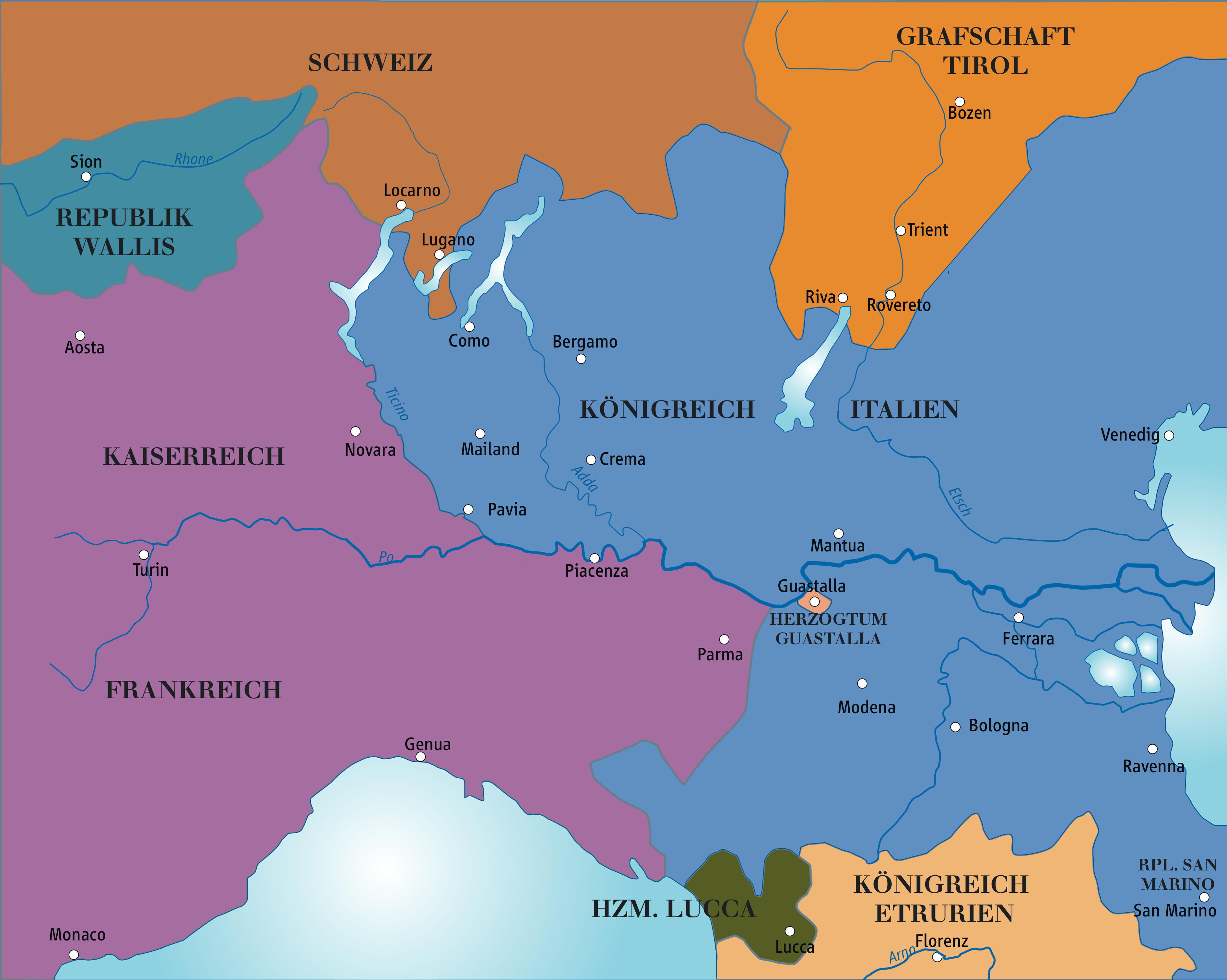
Nord- und Mittelitalien im Jahr 1806

## Flagge

Flagge des Herzogtums Parma (1545–1731)
Flagge des Herzogtums Parma (1815–1847)
Flagge des Herzogtums Parma (1848–1849)
Flagge des Herzogtums Parma (1850–1851)
Flagge des Herzogtums Parma (1851–1859)